# حائط (روستا)
 حائط  به عربی ( الَحائِط )، روستایی است در دهستان وادی اجبار از توابع استان 
استان صَنعاء در کشور یمن در شبه جزیره عربستان.

## جمعیت
جمعیت آن (۵۰ ) نفر (۵ خانوار) می‌باشد.